# Phragmidiella markhamiae
Phragmidiella markhamiae är en svampart som beskrevs av Henn. 1905. Phragmidiella markhamiae ingår i släktet Phragmidiella och familjen Phakopsoraceae.   Inga underarter finns listade i Catalogue of Life.